# Resti mortali
Resti mortali è un romanzo horror del 1994 di Laurell K. Hamilton, seguito di Nodo di sangue e secondo capitolo della serie di Anita Blake - Cacciatrice di vampiri.

## Trama
Un mese dopo gli eventi di Nodo di sangue, Anita Blake e il suo manager Bert incontrano il miliardario Harold Gaynor, il quale le propone di risvegliare un cadavere vecchio di trecento anni. Gaynor è disposto a pagare milioni di dollari e a fornire la «capra bianca» necessaria per un'animazione di tale portata. Anita rifiuta immediatamente, e Bert rinuncia all'incarico quando scopre che «capra bianca» è un eufemismo per un sacrificio umano.
Poco dopo, Anita viene convocata sulla scena di un omicidio da Dolph, responsabile della “Spook Squad”, l'unità per i crimini soprannaturali di St. Louis. Una famiglia è stata trovata smembrata e un bambino risulta disperso, forse ancora vivo. Anita ipotizza che si tratti di uno zombie divoratore di carne, dato l'eccesso di sangue, e sa che solo lei e la sacerdotessa vudù Dominga Salvador potrebbero controllarlo: Peter Burke, l'unico altro capace, è recentemente morto.
Con l'aiuto del mentore Manny Rodriguez, Anita ottiene un incontro con Salvador e scopre che la sacerdotessa è tanto potente quanto malvagia. Salvador le mostra come imprigionare le anime dei morti negli zombie, impedendone la decomposizione e consentendo ulteriori punizioni. Invita Anita a diventare sua socia nell'affare degli zombie “animati”, ma Anita rifiuta e viene cacciata via da un'entità invisibile.
Al funerale di Peter Burke Anita conosce John Burke, fratello del defunto e potente sacerdote vudù, anch'egli sospettato degli omicidi. In seguito incontra Irving Griswold, che le fornisce informazioni su Gaynor e rivela l'ossessione di quest'ultimo per un tesoro di famiglia, menzionando la sua ex amante Wheelchair Wanda.
Quella notte Anita indaga in un cimitero dove erano stati trovati resti di una vittima e, grazie ai suoi poteri, scopre una tomba appena violata e una vuota, con lapide infranta. Raccoglie frammenti di lapide e un braccialetto portafortuna, che mostra a un sensitivo tattile: il braccialetto apparteneva a una donna sacrificata per animare uno zombie.
Anita viene poi attaccata più volte: da zombie nel suo appartamento e da malviventi che tentano di rapirla insieme all'amica Ronnie. I due respingono il tentativo e scoprono che i rapitori lavorano per Gaynor. In compagnia di Jean-Claude, Anita si reca nel quartiere a luci rosse per intimidire Wheelchair Wanda, che confessa l'ossessione di Gaynor per il tesoro e per la vendetta.
Viene chiamata su un nuovo delitto ancora in atto e Dolph autorizza Anita a mostrare a John gli oggetti personali del fratello per verificarne un coinvolgimento. Scoprono che Peter possedeva un gris-gris contenente parte del potere di un potente sacerdote vudù, in grado di potenziare chi lo deteneva.
Con John e la polizia Anita affronta Salvador, mostrando il gris-gris come prova: Salvador ammette che suo nipote Antonio avrebbe dovuto rimuovere il braccialetto dopo la morte di Peter, ma per paura non l'ha fatto. Grazie a un video e alla confessione, la polizia arresta Salvador. Anita torna sulla scena del delitto, dove trova e pone finalmente a riposo lo zombie.
Tornata a casa, Anita viene rapita dalle guardie di Gaynor e portata nella sua villa, dove Salvador, in libertà su cauzione, tenta di costringerla con un incantesimo. Anita uccide le guardie e fugge con Wanda, ma il sortilegio la riporta al cimitero vicino alla villa. Lì Salvador le confessa di aver dato a Peter il gris-gris per potenziare il suo potere e animare l'antenato di Gaynor, rifiutandosi però di compiere un sacrificio umano davanti ai testimoni.
Tuttavia l'antenato animato, anch'egli animatore, risorge come zombie incontrollabile e uccide Burke per mantenere il segreto. Salvador ordina ad Anita di “eseguire il sacrificio umano”, ma un cavillo magico fa sì che Anita interpreti l'ordine alla lettera e uccida le guardie che tengono Wanda prigioniera. L'energia sprigionata dai loro sacrifici permette ad Anita di animare e controllare tutti i cadaveri del cimitero: ordina loro di eliminare Salvador e Gaynor e poi li rimette a riposo.
Nell'epilogo Anita spiega che le sparizioni di Salvador e Gaynor non sono mai state risolte, che continua a rifiutare Jean-Claude e che ora riflette sulle implicazioni del potere appena scoperto.

## Personaggi
- Anita Blake: animatrice di zombie e sterminatrice di vampiri professionista a St. Louis, chiamata a indagare su una serie di omicidi soprannaturali e custode di poteri unici nel controllare i non-morti.
- Dominga Salvador: antagonista di Blake; temibile e ambiziosa sacerdotessa vudù, capace di imprigionare le anime nei cadaveri per crearne zombie sotto il suo comando.
- Jean-Claude: Maestro dei vampiri di St. Louis e interesse amoroso di Anita, esercita un fascino antico e offre protezione soprannaturale in cambio della lealtà di Anita.
- Edward: letale cacciatore di vampiri e alleato fidato di Anita, ne ha forgiato le abilità di combattimento e la supporta nelle sue indagini.
- Harold Gaynor: ricco magnate ossessionato dal passato della sua famiglia, ingaggia Anita per risvegliare un cadavere antico ricorrendo a un sacrificio umano e non esita a rapirla quando lei rifiuta l’incarico.

## Edizioni
- Laurell K. Hamilton, Nodo di sangue, cartonata, Milano, Editrice Nord, 2006, ISBN 88-429-1438-X.
- Laurell K. Hamilton, Nodo di sangue, brussurata, Milano, TEA, 2008, ISBN 978-88-502-1791-5.